# Ribellione del Kuhistan (luglio 1930)
La ribellione del Kuhistan fu una rivolta del distretto del Kuhistan, in Afghanistan, organizzata da Purdil Khan contro il governo di Mohammed Nadir Shah.
Dopo la fine della guerra civile, Purdil Khan, che era stato ministro della difesa dell'Afghanistan durante il breve regno del nipote Habibullah Kalakānī (che era stato poi detronizzato dal nuovo governo di Nadir Shah), organizzò delle rivolte contro il governo. Una prima rivolta fu quella di febbraio-aprile 1930, contro re Mohammed Nadir Shah. Nel luglio del 1930, fu organizzata la seconda rivolta, nella quale le forze dei Saqqawisti combatterono contro quelle governative nel distretto successivamente noto come Kohistan, nella provincia di Kapisa. La rivolta durò in tutto circa una settimana. Dopo la repressione della rivolta, 3000 ribelli vennero catturati e 11 capitribù vennero giustiziati, mentre al resto degli uomini venne concesso di fare ritorno a casa. Purdil rimase ucciso nel corso degli scontri.